# 30722 Biblioran
30722 Biblioran eller 1978 RN5 är en asteroid i huvudbältet som upptäcktes den 6 september 1978 av den rysk-sovjetiske astronomen Nikolaj Tjernych vid Krims astrofysiska observatorium på Krim. Den har fått sitt namn efter den Ryska Vetenskapsakademins bibliotek.
Asteroiden har en diameter på ungefär 3 kilometer.